# Punschkrapfen

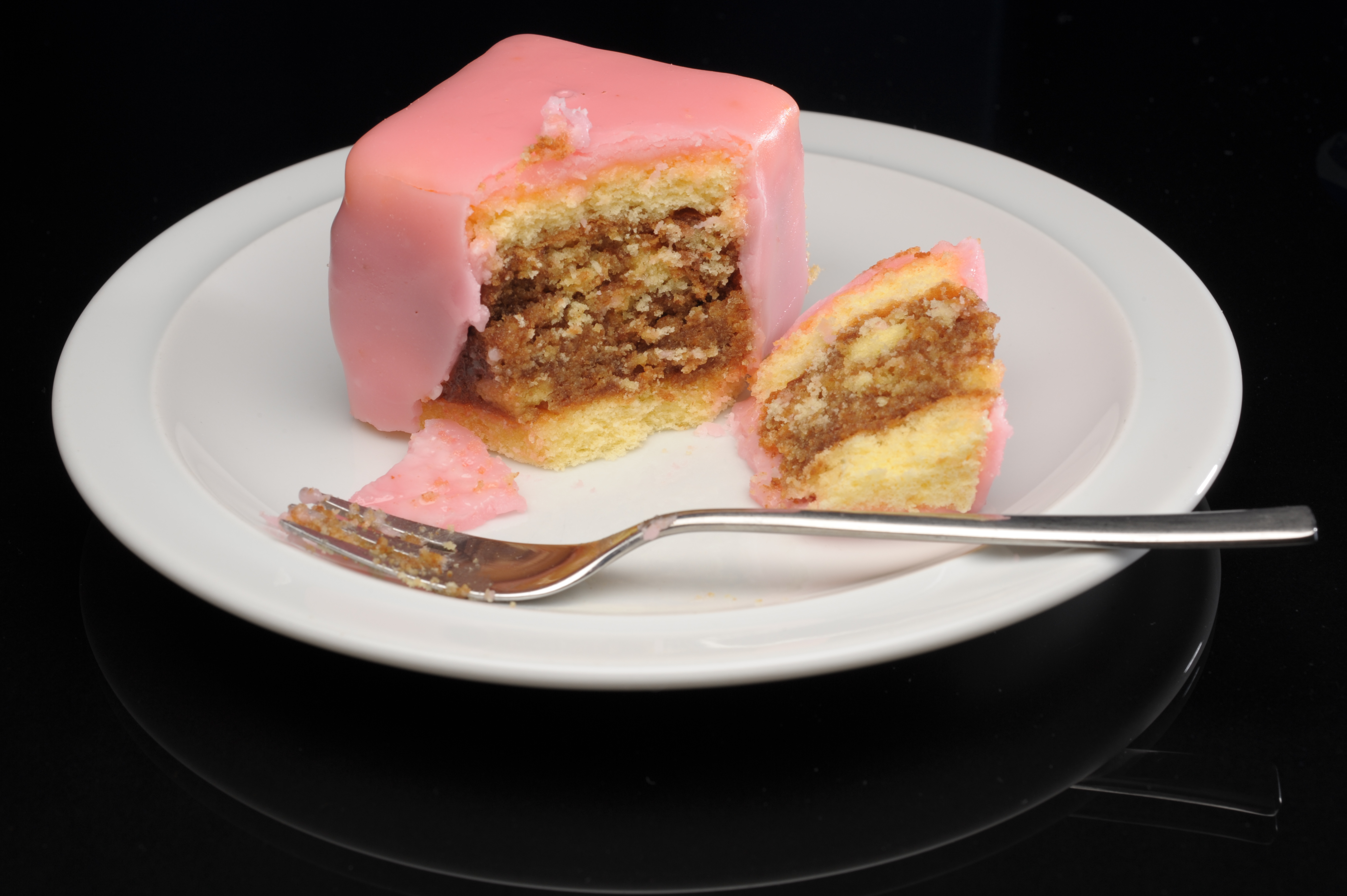
Punschkrapfen

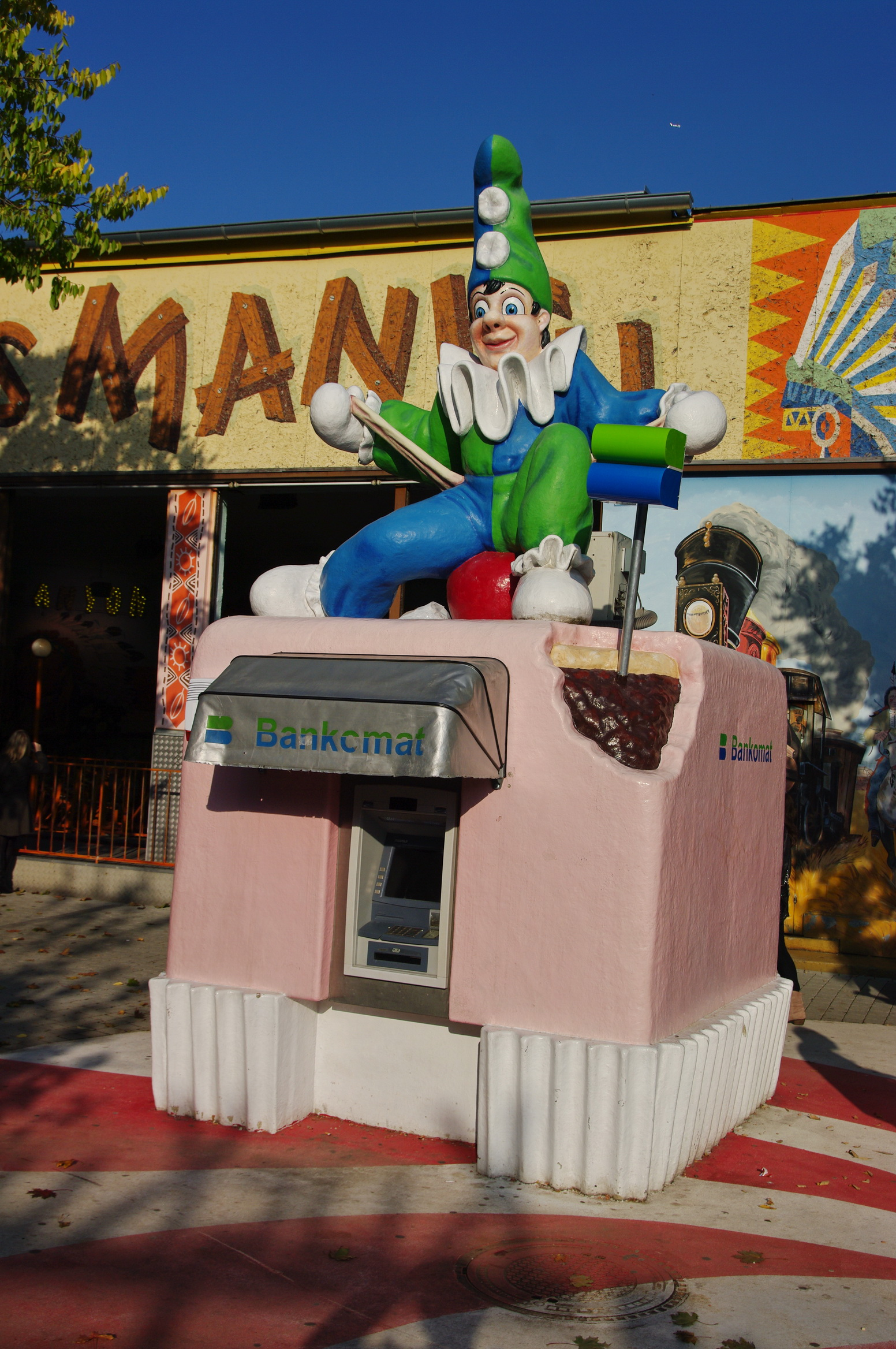
Geldautomat in Form eines Punschkrapfens im Wiener Wurstelprater

Der Punschkrapfen (in der Verkleinerungsform auch Punschkrapferl) ist eine österreichische Süßspeise.

## Eigenschaften
Es handelt sich um einen Würfel (seltener auch Zylinder) aus Biskuitteig, der mit einer Masse aus Marmelade, Rum oder Punsch und Schokolade gefüllt und mit einer rosa Glasur (sog. Punschglasur, als solche in Österreich erhältlich) überzogen ist. Punschkrapfen dienen mitunter als Resteverwertung von altbacken gewordenen Biskuitteigprodukten, wobei der Inländerrum einen allfälligen Altgeschmack wirkungsvoll überdeckt. Nach Originalrezepten enthalten Punschkrapfen Rum oder Punsch. Heutzutage werden die im Lebensmittelhandel erhältlichen Punschkrapfen häufig mit Rum- oder Punscharoma statt Alkohol hergestellt. Punschkrapfen sind dem französischen Kleingebäck Petit Four ähnlich.

## Politische Metapher
Als politische Metapher wurde der Punschkrapfen aufgrund seiner Farben seit den 1970er-Jahren verwendet. In Kärnten wurde so die Mentalität der Bevölkerung verspottet, die 1944 den höchsten Anteil an NSDAP-Mitgliedern aller österreichischen Bundesländer hatte, jedoch in den 1970er-Jahren mehrheitlich sozialdemokratisch wählte. Die rote Hülle und braune Fülle des Punschkrapfens wurde metaphorisch auf die Person übertragen: außen rot (politische Farbe der Sozialdemokratie), innen braun (Farbe des Nationalsozialismus). Der Tiefenpsychologe Erwin Ringel zitierte 1985 bei einem Vortrag zur „Kärntner Seele“ einen Witz: „Was ist Kärnten? Antwort: Ein Punschkrapferl, außen rosa, innen braun und immer unter Alkohol.“ Die Bezeichnung weitete sich auf sozialdemokratische Politiker mit NS-Vergangenheit aus. Später wurde Thomas Bernhard fälschlicherweise mit einem ähnlichen Witz zitiert: „Die Mentalität der Österreicher ist wie ein Punschkrapfen: Außen rot, innen braun und immer ein bisschen betrunken.“ Diese Zuschreibung konnte nicht belegt werden. Der Schriftsteller Robert Menasse widmet sich dem Punschkrapfen als politisches Symbol in seiner Essaysammlung Das war Österreich (2005), auf deren Buchumschlag ein angebissener Punschkrapfen abgebildet ist. Die Schriftstellerin Raphaela Edelbauer beschreibt in ihrem Roman Das flüssige Land 2019 einen Punschkrapfen, auf dem das Gesicht des Philosophen Ludwig Wittgenstein abgebildet ist.
Als nach der Wiener Gemeinderatswahl 2020 Michael Ludwig und Christoph Wiederkehr die erstmalige Koalition zwischen  SPÖ (rot) und NEOS (pink) bekanntgaben, gab es eine Punschkrapfen-Deko.